# منزل مملحة
المنزل المَمْلحة هو مبنى سكني مسقوف بالجملون ويتكون عادةً من طابقين في الأمام وطابق في الخلف. إنه أسلوب تقليدي للمنازل في إنجلترا الجديدة، مؤطر بالخشب في الأصل، والذي أخذ اسمه من تشابهه مع صندوق خشبي ذو غطاء كان يُحفظ فيه الملح.